# Talaveruela de la Vera
Talaveruela de la Vera es un municipio y localidad española de la provincia de Cáceres, en la comunidad autónoma de Extremadura. El término municipal, perteneciente al partido judicial de Navalmoral de la Mata, tiene una población de 301 habitantes (INE 2024).

## Geografía

### Hidrografía
Dentro de su término municipal nacen las gargantas de Minchones, Gualtaminos y Naval, esta última en la casquera Peroalba. En ellas pueden encontrarse bogas, cachos y truchas.

### Orografía
La orografía es bastante abrupta. Comienza con llanos y montes, compuestos de fincas de olivares e higueras, huertos y arroyos y bosques de pinares en las lomas cercanas al río Tiétar. Cuando se llega a pie de la línea de sierra de Gredos, donde se encuentra situado este pueblo, aparece una orografía abrupta, con formaciones de roble albar.[cita requerida] Entre los picos más destacados, encuentran Majalbierzo con 1200 m y un refugio de última construcción para senderistas. La portilla del diablo, cerro de las porrillas y cerro de las porras. Siguiendo el ascenso esta la empinada cuesta de "la labranza". Para finalizar en la gran mole rocosa "Corte del Cancho" de 2274 m lindando con Ávila. Esta mole es bastante peligrosa en invierno por las fuertes nevadas de la cumbre. Abundan las cabras montesas en la zona.

## Historia
A la caída del Antiguo Régimen la localidad se constituyó en municipio constitucional, entonces conocido como Talaveruela, en la región de Extremadura que desde 1834 quedó integrado en el partido judicial de Jarandilla. En el censo de 1842 contaba con 160 hogares y 876 vecinos. Hacia mediados del siglo XIX, el lugar tenía contabilizadas unas 160 casas. La localidad aparece descrita en el decimocuarto volumen del Diccionario geográfico-estadístico-histórico de España y sus posesiones de Ultramar de Pascual Madoz de la siguiente manera:

TALAVERUELA: ald. con ayunt. en la prov. y aud. terr. de Cáceres (22 leg.), part. jud. de Jarandilla (2 1/2), dióc. de Plasencia (11), c. g. de Estremadura (Badajoz 36): sit. á la falda meridional de la sierra que divide esta prov. de la de Avila, es de clima templado, reinan los vientos E. y O. y se padecen intermitentes. Tiene 160 casas, escuela dotada con 1,100 rs. de los fondos públicos, á la que asisten 50 niños de ambos sexos; igl. parr. (San Andrés) aneja al curato de Viandar, y en los afueras al O. el cementerio. Se surte de aguas potables en una fuente al N., que las tiene delgadas y esquisitas. No tiene térm., por ser comun con el de Valverde y demas pueblos que componian el estado de esta v. (V. Nieva, cond.): la parte cultivada por estos vec. consiste en 11 fan. de viña, 20 de olivos é higueras, 10 de legumbres, y 15 de frutales y castaños, divididas en suertes desiguales en estension y calidad. Le baña una garganta poco abundante que sirve para el riego. El terreno es arcilloso y algunas cortas porciones de miga; al N. se hallan las sierras escabrosas y casi inaccesibles, y al S. aunque con algunas cord. es mas ameno, poblado de roble y monte bajo. Los caminos, vecinales y escabrosos, segun lo quebrado del pais. El correo se recibe en Jarandilla, por balijero, dos veces á la semana. prod.: patatas, judias, garbanzos, castañas, aceite, vino y frutas; poco trigo y centeno; se mantiene ganado cabrío y vacuno, con algun gusano de seda, y se cria caza de todas clases. ind.: 1 molino de aceite y 2 telares de lienzo. pobl.: 160 vec., 876 almas, cap. prod.: 662,800 rs. imp.: 33,140. contr.: 3,725 rs.
(Madoz, 1849, p. 576)

En 1985 cambió su nombre de Talaveruela por el de Talaveruela de la Vera.

## Demografía
Talaveruela de la Vera cuenta con una población de 301 habitantes (INE 2024).
| Gráfica de evolución demográfica de Talaveruela de la Vera entre 1842 y 2021 |
| |
| Población de derecho según los censos de población del INE Población de hecho según los censos de población del INEEn estos censos se denominaba Talaveruela: 1842, 1857, 1860, 1877, 1887, 1897, 1900, 1910, 1920, 1930, 1940, 1950, 1960, 1970 y 1981. |

## Economía
La población se basa principalmente en la agricultura y construcción. El tabaco, el olivar, y los higos son la base económica de esta población y, en menor medida, la ganadería a la que todavía se dedican algunas pastores que explotan cabras y vaquerías.

## Patrimonio
La localidad cuenta con una iglesia parroquial católica bajo la advocación de san Andrés, en la archidiócesis de Mérida-Badajoz, diócesis de Plasencia, arciprestazgo de Jaraíz de la Vera.